# Rudolf Modrzejewski

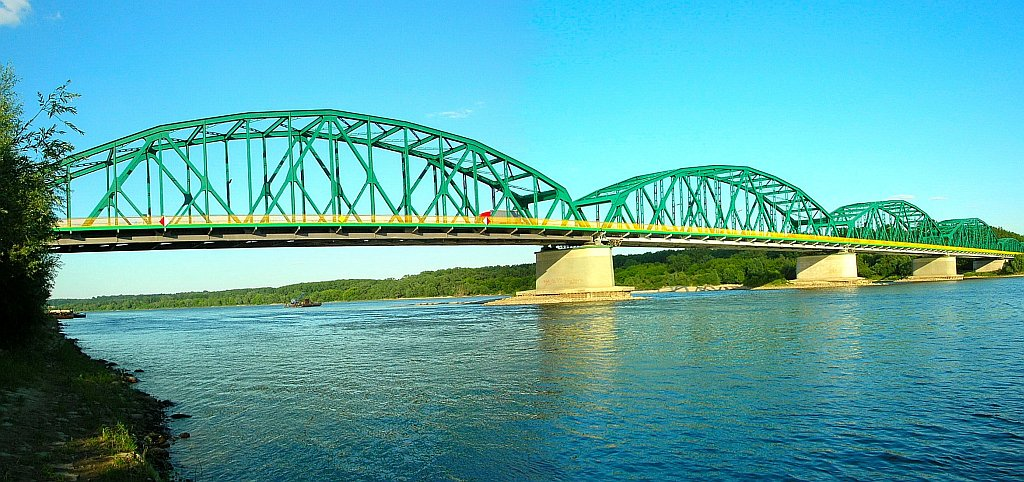
Most Fordoński im. Rudolfa Modrzejewskiego w Bydgoszczy

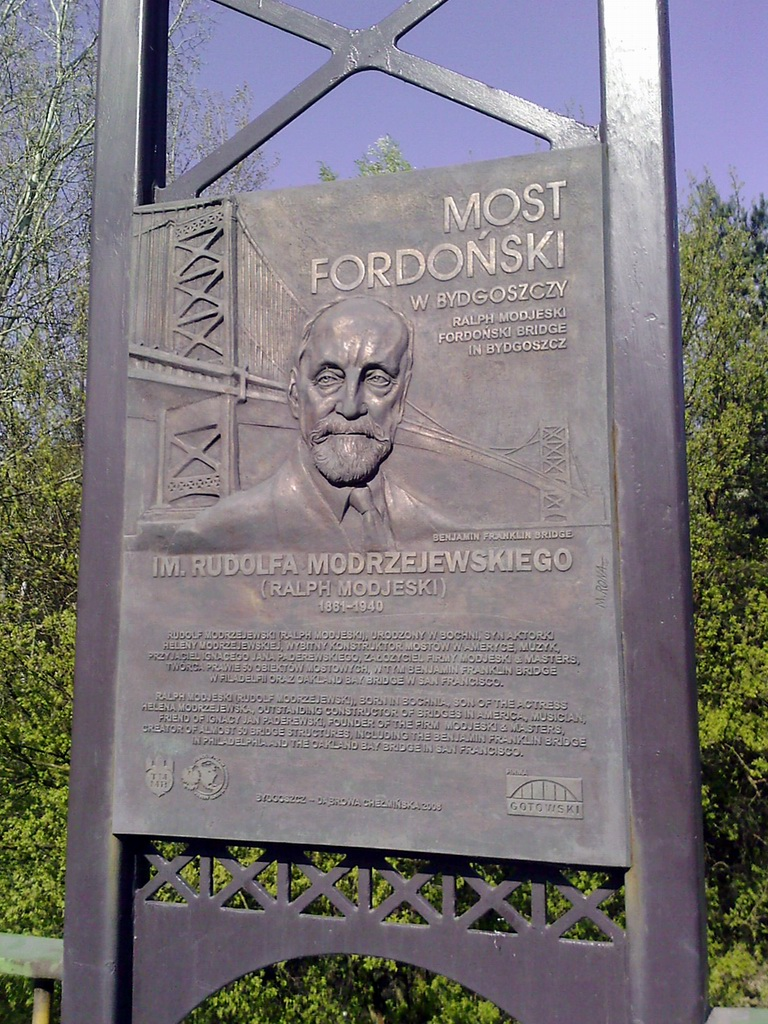
Tablica upamiętniająca nadanie Mostowi Fordońskiemu w Bydgoszczy imienia Rudolfa Modrzejewskiego

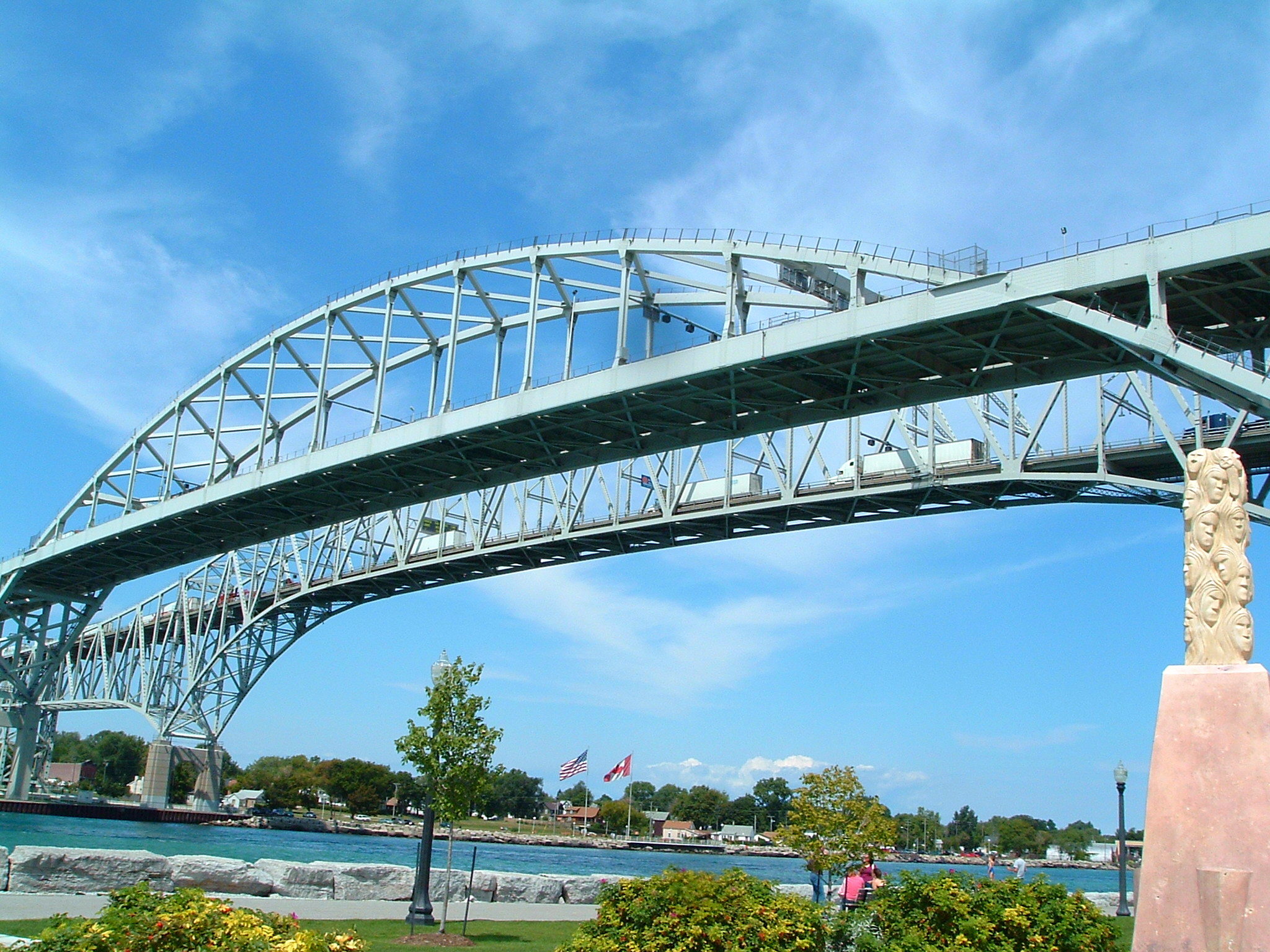
Most „Blue Water” nad rzeką St. Clair

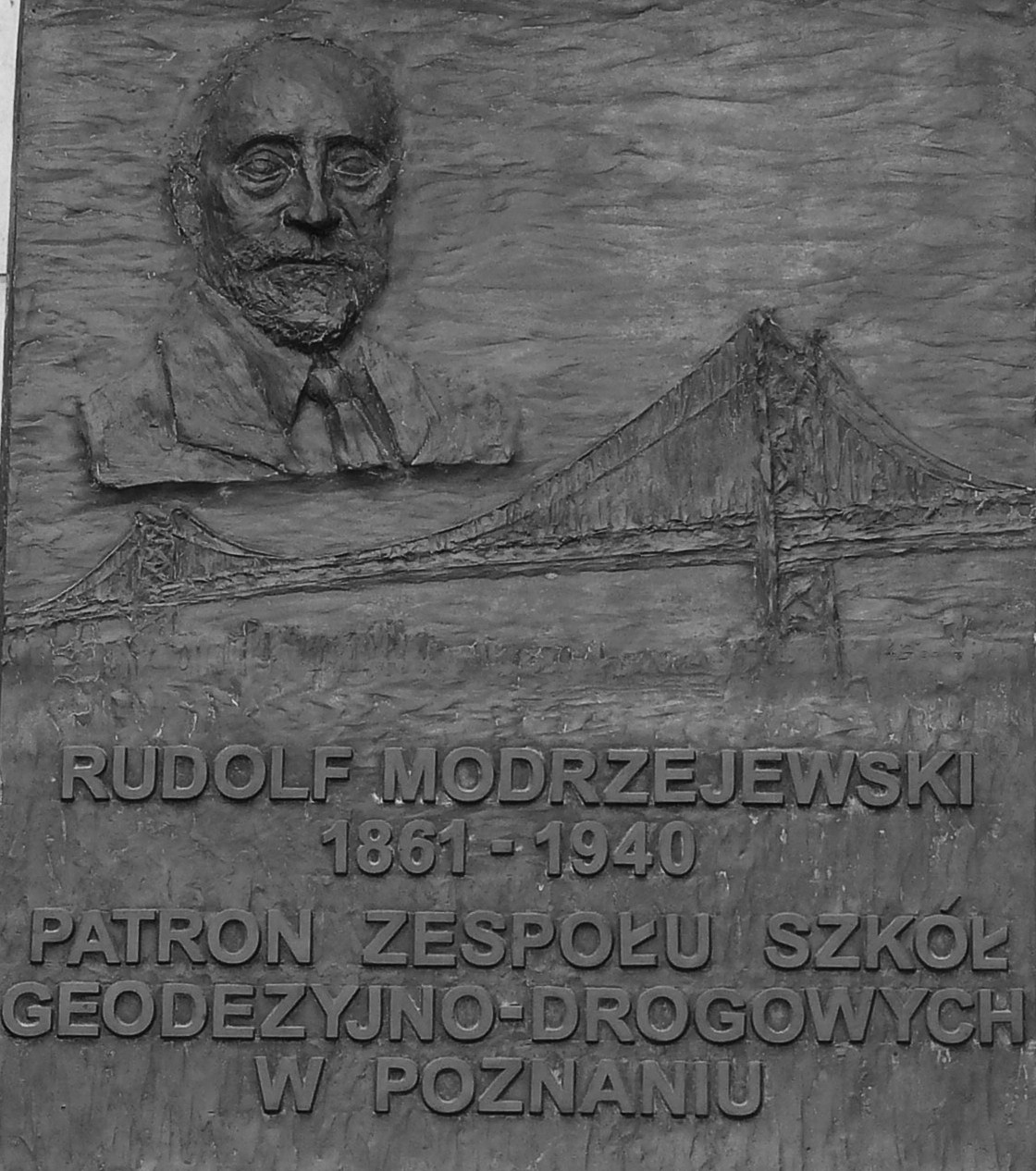
Tablica na gmachu Szkoły Geodezyjno-Drogowej w Poznaniu – ul. Szamotulska 33

Rudolf Modrzejewski lub Ralph Modjeski (ur. 27 stycznia 1861 w Bochni lub Krakowie, zm. 26 czerwca 1940 w Los Angeles) – polski i amerykański inżynier, budowniczy linii kolejowych i mostów, pionier w budownictwie mostów wiszących.

## Życie rodzinne
Urodził się w Krakowie lub Bochni jako syn polskiej pary aktorskiej Heleny Modrzejewskiej i Gustawa Zimajera. Kiedy Rudolf miał 6 lat, ojciec, który wcześniej rozstał się z Heleną, porwał go i przez 3 lata trzymał w ukryciu. W wieku piętnastu lat Rudolf wraz z matką emigrował do USA. Obywatelstwo amerykańskie uzyskał podczas studiów w paryskiej École nationale des ponts et chaussées (Państwowej Szkole Dróg i Mostów), w 1883. Za pierwszym podejściem w 1880 roku nie udało mu się zdać egzaminów wstępnych (zajął 27. lokatę, a wolnych miejsc było 25). Zamierzał wówczas zostać pianistą – za młodu uczył się z Ignacym Janem Paderewskim. Ostatecznie został jednak przyjęty na tę prestiżową uczelnię rok później. We Francji używał oficjalnie nazwiska Ralph Modjeski, skracając trudne do wypowiedzenia nazwisko Modrzejewski i czyniąc je łatwiejszym w artykulacji dla ludzi zachodu. Nigdy nie zerwał jednak swoich kontaktów z Polską – dużo pisał po polsku i wielokrotnie podkreślał polskie pochodzenie. Korespondencję w języku polskim kierowaną do kraju zawsze podpisywał pełnym polskim nazwiskiem Rudolf Modrzejewski. 28 grudnia 1885 roku wziął ślub z Felicją Bendą w polskim kościele katolickim w Nowym Jorku. Mieli trójkę dzieci: Feliksa, Marylę i Karola. W 1931 roku małżonkowie rozwiedli się po trwającej od 1916 roku separacji. W tym samym roku siedemdziesięcioletni już Modrzejewski poślubił Virginię Mary Giblin, swoją dotychczasową kochankę.

## Kariera
Do USA wrócił z Paryża – ukończywszy tam studia z wyróżnieniem – w 1885 i podjął pracę inżyniera najpierw pod okiem konstruktora, „ojca budownictwa mostów amerykańskich”, George S. Morisona. W 1893 założył w Chicago własne biuro projektowe (istniejące do dziś pod nazwą Modjeski & Masters, po dołączeniu do niej w 1924 Franka M. Mastersa). W 1911 otrzymał doktorat inżynierii w Illinois State University, w 1922 Medal Franklina, w 1929 roku złoty Medal Johna Fritz'a.
Światowej sławy inżynier, budowniczy linii kolejowych i mostów. Pionier w budownictwie mostów wiszących. Zbudował prawie 40 mostów na największych rzekach Ameryki Północnej. Odegrał znaczącą rolę jako wychowawca następnych pokoleń amerykańskich konstruktorów i budowniczych mostów. Był pionierem praktycznego zastosowania w budowie mostów wiszących sprężystych stalowych pylonów, zamiast stosowanych wcześniej murowanych wież. Ciężar mostów według tej konstrukcji w znacznej mierze wisiał nad wodą zamiast opierać się na podporach. Przy okazji 75 urodzin Modrzejewskiego w 1936 wartość zbudowanych przez niego mostów oszacowano na 200 mln dolarów. Jego uczniem był m.in. twórca słynnego mostu Golden Gate w San Francisco – Joseph B. Strauss.

## Upamiętnienie
- W marcu 2008 r. imieniem Rudolfa Modrzejewskiego nazwano most Fordoński w Bydgoszczy[8].
- Konstruktor jest także patronem Zespołu Szkół Geodezyjno-Drogowych w Poznaniu[9].
- Od 2019 roku patron ulicy na wrocławskim Brochowie[10].

## Kariera w datach
- 1882–1885 – studia w École nationale des ponts et chaussées w Paryżu, którą kończy z wyróżnieniem,
- 1885 – asystent konstruktora mostów – George’a S. Morisona(inne języki),
- 1893 – własne biuro konstrukcyjne w Chicago,
- 1902 – 1905 – przedsiębiorstwo Noble&Modejski realizuje projekt mostu w Thebes dla Southern Illinois and Missouri Company gdzie po raz pierwszy na tak dużą skalę używa do budowy przęseł betonu[11]
- 1903 – prasa amerykańska uznaje Rudolfa Modrzejewskiego za najwybitniejszego specjalistę w dziedzinie budowy mostów, zostaje uznany przez stowarzyszenie techniczne ASCE za inżyniera roku,
- 1911 – tytuł doktora inżynierii Uniwersytetu Stanu Illinois,
- 1913 – rozprawa naukowa o projektowaniu wielkich mostów,
- 1922 – medal Instytutu im. B. Franklina w Filadelfii,
- 1929 – R. Modrzejewski zostaje laureatem John Fritz Gold Medal, najwyższego amerykańskiego odznaczenia w dziedzinie inżynierii,
- 1929 – doktorat honoris causa Politechniki Lwowskiej.

## Wybrane projekty
Na amerykańskich rzekach Modrzejewski wybudował ponad 30 mostów w tym m.in.:
- Thebes Bridge na Missisipi, Thebes, Illinois (1904),
- McKinley Bridge (1910),
- Cherry Street Highway Bridge (1912),
- Harahan Bridge w Memphis (1916),
- Quebec Railway w Kanadzie (1917),
- Benjamin Franklin Bridge w Filadelfii (1926),
- Ambassador Bridge w Detroit (1929),
- Mid-Hudson Bridge(inne języki) w Pougkeepsie (1930),
- Huey P. Long w Nowym Orleanie (1936),
- San Francisco–Oakland Bay Bridge łączący San Francisco z Oakland poprzez Zatokę San Francisco (1936),
- Blue Water Bridge łączący Port Huron (Michigan, USA) z Sarnia (Ontario, Kanada) (1938).

## Publikacje
Modrzejewski zajmował się również teorią budownictwa mostowego. W Stanach Zjednoczonych opublikował na ten temat wiele książek i artykułów w tym m.in. klasyczną pozycję na ten temat poświęconą projektowaniu mostów. Wybrane publikacje:
- Ralph Modjeski, St. Louis Electric Bridge Co, „The McKinley Bridge: Across the Mississippi River”, H. C. Sherman, 1919.
- Ralph Modjeski, Frank M. Masters, Engineers. (New York, N.Y.), Ralph Modjeski, Frank M. Masters, Harrisburgh Bridge Company, „Market Street Bridge Over the Susquehanna River, Harrisburgh, Pennsylvania: Preliminary Report on Reconstruction”, The Firm, 1924.
- Ralph Modjeski, Frank Milton Masters, The Louisville municipal bridge over the Ohio river between Louisville, Kentucky and Jeffersonville, Indiana, Uniwersytet Michigan.
- Ralph Modjeski, Masters & Chase, Engineers, Ralph Modjeski, „Tacony-Palmyra Bridge Over the Delaware River Between Philadelphia, Penna. & Palmyra, N.J.:Preliminary Report to the Tacony-Palmyra Bridge Co”, The Firm.
- Ralph Modjeski, „To the Joint Pacific Highway-Columbia Bridge Committee of Portland and Vancouver Commercial Clubs: A Report with Plans and Estimates for the Proposed Bridge Across the Columbia River Between Portland, Oregon, and Vancouver, Washington”, Author, 1912.
- Ralph Modjeski, „A Report to the Mayor and City Council with Plans and Estimates for the Proposed Bridge Across the Willamette River at Portland, Oregon”, Author, 1908.